# Bülowstraße (metropolitana di Berlino)
La stazione di Bülowstraße è una stazione della metropolitana di Berlino, sulla linea U2.
È posta sotto tutela monumentale (Denkmalschutz).

### Testi di approfondimento
- (DE) Johannes Bousset, Ein Weihnachtsgeschenk für Berlin. Zur Eröffnung der U-Bahnstrecken Flughafen – Tempelhof (Südring); Stadion – Ruhleben; Thielplatz – Krumme Lanke sowie der Bahnhofserweiterungen Bülowstraße und Nollendorfplatz, in Die Fahrt, 1930,  pp. 2-10.